# Luftskib L 24
Luftskib L 24 (fabriksnr. LZ 69) var en Q-klasse zeppeliner, som blev bygget på Luftschiffbau Zeppelin i Potsdam til den tyske Kaiserliche Marine og som foretog sin første flyvning 20. maj 1916.
L 24 overførtes et par dage senere til luftskibsbasen i Tønder, hvor det forblev stationeret indtil det 28. december 1916 ved et uheld brød i brand og ligeledes antændte L 17, under indbugsering i Toska-dobbelthallen.
Begge luftskibe udbrændte.

## Officerer og stationering
Kaptajnløjtnant Robert Koch var kommandant og løjtnant Kurt von Collani 1. officer på L 24 fra 22. maj til 2. oktober 1916, hvorefter premierløjtnant Kurt Friemel overtog som kommandant.
Et nyt besætningsmedlem, som fulgte Friemel var Quirin Gerstl, som nedskrev sit livsforløb.

L 24 foretog 33 ture, hvoraf 4 var bombetogter og 19 var rekognosceringer.

## Søslaget ved Jylland 1. juni 1916
Under søslaget ved Jylland sendtes L 24 afsted fra Tønder lige efter midnat 1. juni 1916 og observerede mellem kl 1-2 skud, projektører og eksplosioner 20-35 sømil nordvest for Horns Rev.
Kl. 2.30 og kl. 3.05 blev luftskibet beskudt af lettere britiske fartøjer 50 sømil vest for Bovbjerg Fyr og svarede igen med salver á 3 til 5 styk 50 kg bomber mod uidentificerede fartøjer.

Ifølge en anden kilde skal det have været vandflyver-transportskibet HMS Vindex, som L 24 bombarderede, hvorved 3 torpedo-udrustede vandflyvere ødelagdes, mens der kun skete moderat skade på selve skibet.

L24 observerede dernæst en flådestyrke bestående af 12 store enheder og mange krydsere, sejlende i linjer med krydserne i front.
Det var den britiske hovedstyrke under ledelse af John Jellicoe ud for Jammerbugten.
Styrken drev L 24 væk med skud.

## Bombning i Norfolk 3. september 1916
L 24 deltog natten mellem 2. og 3. september 1916 i det store angreb med 16 luftskibe mod England.
Planen var at angribe Great Yarmouth, men L 24 kastede i stedet bomber nær flyvepladsen i Bacton 30 km nordligere omkring kl. 1.45.
Dette oberveredes af pilot E.L. Pulling som var lettet fra samme flyveplads i en RAF B.E.2c, men søgte forgæves efter luftskibet, der befandt sig i stor højde.

Samme nat blev SL 11 som det første luftskib skudt ned over England.

## London 23./24. september 1916
L 24 deltog i det store angreb med 12. luftskibe natten mellem 23. og 24. september 1916, formentlig sammen med super-zeppelinerne L 30 (von Buttlar), L 31 (Heinrich Mathy), L 32 (Petersen) og L 33 (Alois Böcker), som styrede mod London.
L 24's indsats er ukendt, men L 32 blev skud brændende ned og L 33 blev alvorligt ramt og nødlandede.
Desuden fløj 7 af de ældre luftskibe mod English Midlands, hvor L 17 (Kraushaar) bombarderede Nottingham.

## Bombning i Hertfordshire 2. oktober 1916
Natten mellem 1. og 2. oktober 1916 deltog 7 luftskibe i et bombetogt over England, foruden 4 som vendte om.
Efter planen skulle L 24 og L 21 bombe Manchester, men begge drev med vinden længere sydpå.
Omkring kl. 22 ankom L 24 til Norfolks kyst og nærmede sig ved midnat Cambridge, men fløj en bue nordvest om.
Omtrent samtidig blev L 31 (Heinrich Mathy) skudt ned ved Potters Bar 20 km nord for London.

L 24 fortsatte langsomt til byen Shefford og blev tiltrukket af lys mod sydøst fra flyvepladsen i Willian i det nordlige Hertfordshire 20 km nord for L 31's nedstyrtningssted.
Kl. 1.14 indledtes bombardement med 28 højeksplosive og 26 brandbomber på en strækning fra flyvepladsen og 4 km mod øst.
En af vagterne på flyvepladsen blev dræbt, men ellers skete ingen særlig skade.
Over byen Weston dalede ud over bomber også en kasket, tabt af et besætningsmedlem.

Robert Koch satte fuld fart østover og krydsede kysten ved Kessingland syd for Lowestoft kl. 2.35, men brækkede undervejs hale-akslen i stykker i den forreste gondol så propellen snurrede ukontrollabelt rundt.
Koch var nødt til at sende mekanikeren ud på bagsiden af den iskolde gondol for at holde propellen i ro.
I de tidligere morgentimer adskillige timer senere faldt den 18 fod lange propel ud og forsvandt i mørket.

Hjemvendt til Tønder afmønstrede kaptajnløjtnant Robert Koch, for 18. december 1916 sammen med 1. officer Schon Schweym at overtage kommandoen på L 39. De omkom den 17. marts 1917 tidligt om morgenen ved nedskydning vest for Compiègne.

## Hartlepool 27./28. november 1916
I starten af oktober 1916 blev premierløjtnant (Oberleutnant zur See) Kurt Friemel ny kommandant ombord på L 24.
L 24 deltog om aftenen den 27. november 1916 sammen med super-zeppelinerne L 34, L 35 og L 36 i et bombetogt planlagt mod Newcastle-området, men inden de nåede så langt blev L 34 (Max Dietrich) omkring kl. 23.30 spottet af projektørerne vest for Hartlepool og dernæst efterfulgt af et B.E.2c jagerfly ind over Hartlepool og skudt i brand, så det faldt ned over havet.
Friemel blev vidne til tilintetgørelsen og bestemte sig, for at vende hjem til uden at kaste nogen bomber, i lighed med de andre luftskibe.

Samme nat deltog også en gruppe ældre luftskibe i en sydligere gruppe, som skulle angribe English Midlands, men L 21 (Frankenberg) blev jagtet over en længere strækning af forskellige fly og blev til sidst skudt ned ud for Lowestoft af bl.a. E. L. Pulling, som 3. september 1916 forgæves jagtede L 24 i samme område.

## L 24 og L 17's brand i Tønder 28. december 1916
Hen på eftermiddagen den 28. december 1916 hjemkom L 24 til Tønder fra en minesøgningsaktion i dårligt og stormende vejr og skulle bugseres ind i Toska-dobbelthallen, hvorfor alt alarmberedskab var indkaldt, selv russiske krigsfanger, til at fungere som tovholder-mandskab. I den stærke sidevind, kunne mandskabet ikke holde L 24 i ro og en tredjedel inde i hallen ramte luftskibet en stor tændt AEG-pære i loftet, så en gnist antændte en af gascellerne. Sekunder senere spredte flammerne sig til hele luftskibet og til L 17, som i forvejen var inde i hallen og begge luftskibe udbrændte fuldstændig. Øjenvidnet Quirin Gerstl befandt sig på ulykkestidspunktet ved L 24's ror, men nåede at springe ud af et vindue og ned på jorden og kom sikkerhed ligesom alle andre.

Skaderne på selve Toska-hallens blev udbedret og i april 1917 var hallen i brug igen.

## Eksterne links
- Zeppelin L 24 - Luftschiffe in Tondern Arkiveret 14. august 2017 hos  Wayback Machine - zeppelin-museum.dk
- LZ 69 - luftschiff.de
- LZ69 Arkiveret 29. oktober 2014 hos  Wayback Machine - sebastianrusche.com
- Lz69 - L24 Arkiveret 17. december 2014 hos  Wayback Machine - p159.phpnet.org (fransk)
- LZ69(L24) - air-ship.info (kinesisk)
- 28-Dec-1916 Zeppelin LZ.69 - Aviation Safety Network

1. 1 2  Erlebnisbericht von Quirin Gerstl - buddecke.de
2. ↑  Order of Battle Jutland / Skagerrak 31 May to 1 June 1916 - navweaps.com
3. ↑  Zeppelins - forum.paradoxplaza.com
4. ↑  Dark Autumn, the 1916 german zeppelin offensive Arkiveret 19. november 2014 hos  Wayback Machine - richthofen.com
5. ↑  Decisions at Potters Bar: "Burn or jump - what will you do?" - hellfirecorner.co.uk
6. ↑  Mathy, Kapitanleutnant Heinrich (1883-1916) - gwpda.org
7. ↑  Zeppelin raid in Willian Arkiveret 26. juli 2018 hos  Wayback Machine - letchworthinthegreatwar.wikispaces.com
8. ↑  Achtung Zeppelin VII: Luftschiffkapitän Strasser Abenteuer in Wolkenkuckucksheim - horseformer.blogspot.dk
9. ↑  The war in the air (The L.34 in flames), af H. A. Jones. (1931)
10. ↑  Edward Laston Pulling: Fengates Hero Arkiveret 23. november 2015 hos  Wayback Machine - fengatesroad.com
11. ↑  Geschichte des Luftschiffhafens Arkiveret 6. marts 2016 hos  Wayback Machine - zeppelin-museum.dk